# 世紀帝國II：征服者入侵
《世紀帝國II：征服者入侵》是微软即時戰略遊戲《世紀帝國II：帝王世紀》的官方擴充资料片，曾榮獲2000年E3最佳戰略性遊戲資料片。
征服者入侵除了《世紀帝國II：帝王世紀》的原有文明，再行引入5種新文明及相關戰役，其中2种代表新大陆：阿兹特克和玛雅，另3种分别為匈人、西班牙和韓國；另有一战役系列是互不相干的独立战役。此外標準遊戲模式即新增世界奇觀競賽、防禦世界奇觀和至尊王3種，並新增19張地圖（9張隨機和10張仿自真實世界據點）、11種軍事單位和26種科技。該資料片推出後，曾發布官方唯一和最終版本的1.0c修正檔。
超過十年後，《帝王世紀》第二個官方擴充資料片──《失落的帝國》在SteamHD版推出，於2015年秋季推出第三個官方擴充資料片──《非洲王國》，於2016年年底推出第四個官方擴充資料片──《王者崛起》。

## 資料片特色
《世紀帝國II：征服者入侵》針對主程式《世紀帝國II：帝王世紀》擴充，遊戲進行條件趨向多元化，但在型態上並沒有相當的更動。

### 文明
資料片於保留原13種文明之下，再新增5種文明，並新增特色科技，而其中2种代表新大陆：阿茲特克和玛雅，另有西班牙、韩国和匈奴人，依舊擁有彼此的優點和缺點，並有獨道之處，及設計不同語言的角色配音。
相關資訊以最新版本以及遊戲內翻譯為主。
| 原名    | 文明       | 建筑风格 | 文明定位         | 特色兵种       | 城堡時代特色科技 | 帝王時代特色科技 | 奇观原型           |
| ------- | ---------- | -------- | ---------------- | -------------- | ---------------- | ---------------- | ------------------ |
| Aztecs  | 阿兹特克人 | 中美洲   | 步兵和僧侣民族   | 豹勇士         | 擲矛器           | 榮冠戰爭         | 特诺奇提特兰金字塔 |
| Huns    | 匈奴人     | 中欧     | 骑兵民族         | 答剌罕騎兵     | 掠奪者           | 无神论           | 君士坦丁凯旋门     |
| Koreans | 韩国人     | 東亞     | 防禦性和海軍民族 | 馬戰車、龜甲船 | 邑城             | 投擲器（神機箭） | 皇龙寺             |
| Mayans  | 玛雅人     | 中美洲   | 弓兵民族         | 羽毛箭射手     | 胡爾切擲矛兵     | 黄金国           | 提卡爾神廟         |
| Spanish | 西班牙人   | 地中海   | 火藥和僧侣民族   | 傳教士、       | 異端審判         | 霸權             | 黄金塔             |

### 科技
普通科技部分加入七種：血統、拇指環、安息人戰術、商隊、草藥、異端邪說和神權政治，供玩家強化自己文明的經濟或軍事能力，並移除了部分火藥單位生產的前置科技(如火槍兵、火炮)。
且所有文明都能設定農田自動耕種；並各有獨特科技。

### 單位
新增了長槍兵的升级版戟兵和斥候騎兵的升级版匈牙利輕騎兵。
對抗建築物也有全新選擇：一次性使用並對建築物攻擊力高的炸藥桶。
源自美洲的阿茲特克和玛雅由于美洲大陆不出产马匹，默认科技树下无法建造骑马单位（所有骑士和骑射手）。作为补偿，其軍營可以訓練鷹勇士以替代斥候骑兵，这两个文明的贸易马车也从马车改成人力车，但这两个改变并不影响单位的移动速度。
村民修建磨坊、伐木場或採礦營地完畢後，村民將會從最近的相關資源，自動進行採集工作（城鎮中心則皆可）。
且玩家可以經過語音，傳送同盟電腦玩家攻擊或提供資源貢品等指令。軍事方面也能替戰船編排隊形和衝撞車駐軍。

### 長篇戰役
共新增三篇長篇戰役以及單一關卡的集合-征服者的戰役。另外新增了「偵查」標籤，提供地圖和有關敵軍的偵查資訊。
- 阿提拉

(434至453年)
侵略垂死羅馬帝國的游牧蠻夷中，最危險的當非匈奴人和他們兇殘的大单于，阿提拉莫屬。這位大单于不滿足於羅馬帝國的供奉，終是率領騎兵啟程，勢要劫掠帝國腹地! 真的沒人能阻止兇殘的阿提拉了嗎? 
在這個戰役中，您將使用匈奴人。
- 席德

(1057至1102年)
西班牙被分裂為北部的基督王國和南部的摩爾王國。
在貧瘠的邊陲之地卡斯提爾，羅德里高·迪亞茲，一位名為席德的將軍聲名遠揚，
在摩爾人中，也贏得了尊重甚至與其結為盟友。
席德的婦孺皆知的名氣，引起了卡斯提爾國王的猜疑，他也因此被流放。他能否自立一方領地呢？
在這個戰役中，您將使用西班牙人與薩拉森人。
- 蒙提祖馬

(1515至1521年)
經歷數個世紀的征戰後，阿茲特克統治了中美洲地區最強大的王國。但是當陌生人出現在加勒比海岸，蒙特祖馬-阿茲特克皇帝，不能確定他們究竟是征服者...還是神。廣闊帝國的武士是否能用自己的黑曜石長矛和棉甲抵抗裝備著金屬護甲和火器的騎馬入侵者呢? 
在這個戰役中，您將使用阿茲特克人。

### 征服者的戰役  (於2019年發售之決定版中合併入歷史戰役項目中)
舊版本戰役簡介：有些名字會在歷史中流傳下來；男人和女人都在一起塑造這個世界。
有些是代表混亂、破壞和暴虐的惡勢力。有些是忠誠的人為了正義而戰。
有些是為了保衛家園，而跟那些以武力奪取別人土地的入侵者而戰。
在世界歷史裡，有些戰役包括亞琴哥特、曼奇克托和哈斯丁斯，都是一直為人熟知的轉捩點，
而包括亨利五世、李舜臣和紅衣艾立克等，都永遠被世人視為偉大的勝利者。
現在就讓我們再次體驗他們的謀略和勝利吧！
下列關卡依西元年份順序排列，此章節可隨玩家喜好順序破關。
- 都爾戰役 (732年)

薩拉森和柏柏軍隊迅速地攻佔了西班牙，並正朝北進軍法蘭克人的心腹之地。作為「鐵鎚」查理斯，領導法蘭克戰士們鋌而走險地防禦您的家園。在這個劇本中，您將扮演法蘭克人。
- 北地傳奇 (1000年)

愛冒險的水手們講述了西方遙遠且肥沃的土地。 只有最無懼的航海家才能應付這種危險旅途。 與紅衣艾立克一同航行並接受這個挑戰。一個嶄新的世界在等著您！在這個劇本中，您將扮演維京人。
- 哈斯汀斯戰役(1066年)

1066年：那一年永遠地改變了英格蘭。作為私生子的威廉從諾曼第航行來征服英格蘭，並成為歷史上永垂不朽的征服者威廉。 在這個劇本中，您將扮演法蘭克人。
- 曼奇克托戰役(1071年)

賽爾柱土耳其人像旋風般從草原出現，征服了穆斯林王國來到了東邊。現在，可怕的土耳其騎兵在曼奇克托城堡附近遇上了驕傲的拜占庭人。在這個劇本中，您將扮演土耳其人。
- 阿金庫爾戰役(1415年)

亨利五世的法蘭西國王加冕活動失敗了，現在必須撤退至英格蘭。然而，一支龐大的法蘭西軍隊正在被召集，就為了不讓亨利毫髮無傷地離開這裡。在這個劇本中，您將扮演不列顛人。
- 勒班陀戰役(1571年)

在最後一次嘗試阻止鄂圖曼帝國迅速地擴張，幾個基督教國家族成了神聖同盟。在一個叫勒班陀的地方附近，聯盟的艦隊將與兇猛的土耳其海軍發生衝突，以防止南歐落入土耳其人手中。在這個劇本中，您將扮演西班牙人。
- 京都之戰(1582年)

在這動盪的戰國時代，強權的大名們在日本各地割據。野心勃勃的織田信長試圖結束這場混亂，但在京都迎來了敵人明智光秀的背叛與包圍。作為豐臣秀吉，拯救您的主人並幫助他完成這項艱鉅的任務。 在這個劇本中，您將扮演日本人。
- 露梁海戰(1598年)

日本武士無情地攻擊韩国，防禦者面對這群經驗豐富的戰士似乎毫無勝算。然而，機靈的李舜臣將軍下定決心擊退這些入侵者，並使用致命的新型武器龟船擊潰日本海軍。 在這個劇本中，您將扮演韩国人。

## 音樂
| 1. Pork Parts (3:06) 2. Pudding Pie (estimated 3:11) 3. Tide Me Over Warm 'em Ups (2:51) 4. Voodoodoodoo (2:55) 5. The Bovinian Derivative (3:10) 6. Case in Point: Paste (2:58) 7. Mountain Lie On / Seamus and Chamois (3:24) 8. Subotai Defeats the Knights Templar (estimated 3:06) 9. Roi-r! / Basura! Basura! (2:42) 10. Neep Ninny-Bod (3:16) |

## 外部連結
- （繁體中文）世紀帝國II：征服者入侵官方網站